# Graduate School USA
Das Graduate School USA ist eine 1921 gegründete Nonprofit-Weiterbildungsinistitution für öffentliche Verwaltungen in Washington, D.C. Es werden keine akademischen Grade verliehen.